# Karigerasu, Hosanagara
Karigerasu là một làng thuộc tehsil Hosanagara, huyện Shimoga, bang Karnataka, Ấn Độ.